# Met Korilu de Griemel rond
Met Korilu de Griemel rond, later hertiteld tot Zwerftocht met Korilu, is een boek van de Nederlandse schrijfster Thea Beckman. Het boek verscheen in 1970 en gaat over een jongen die door een klein wezentje, een Korilu, op wereldreis wordt meegenomen.

## Het verhaal
Jasper is de slimste jongen van Amsterdam. Op zijn zestiende weet hij al alles en hoeft dus niet meer naar school. Hij is nog te jong om te gaan studeren. Op een dag zit hij op een bankje in het Vondelpark en verveelt zich. Dan wordt hij van achter een jasmijnstruik uitgelachen. Een stemmetje beweert dat hij een 'kroet' (domkop) is en helemaal niets van de echte 'Griemel' (wereld) weet. Het blijkt een Korilu, een klein wezentje dat in Jaspers borstzak past en hem overtuigt dat hij pas echt wat kan leren door een wereldreis te voet te maken. Hoewel de Korilu op de voorkant van het boek afgebeeld staat als een aapachtig wezentje wordt zijn uiterlijk nergens beschreven. Wel zijn karakter: de Korilu is kribbig, ongeduldig, nieuwsgierig en bazig.
Roef (zo noemt de Korilu Jasper) trekt de Alpen door en lijdt schipbreuk op de overtocht naar Heetje (Afrika). Daar redt hij een groep slaven en speelt voor luipaardgod in de jungle. Per vliegtuig steekt Jasper over naar Stoking (Azië) en bezoekt de soortgenoten van de Korilu in Tibet. Daar blijkt dat Korilus altijd op reis zijn, en dat het hun taak is de mensen nieuwsgierig te maken en ze aan te zetten tot reizen en ontdekkingen.
Jasper reist door naar China waar Jasper en de Korilu door de politie vastgezet worden omdat een Korilu het geloof in magische wezens zou kunnen aanwakkeren, iets wat de Culturele Revolutie in de weg staat. Ze weten te ontsnappen en nemen de boot naar Goudplakje (Australië). Na een nieuwe schipbreuk en een vulkaanuitbarsting op de Stille Zuidzee komt Jasper aan in Australië en doorkruist het continent met een groep goudzoekers. Met een groep wapensmokkelaars steekt hij over naar Roerdel (Zuid-Amerika) waar hij de Andes en het Amazonewoud doortrekt.
Ten slotte arriveert Jasper in Amsterdam en neemt afscheid van de Korilu. Hij is de helft van wat hij in de boeken leerde vergeten maar heeft er veel voor teruggekregen. En hij weet nu wat hij wil: reizen! Als een volwassen man keert Jasper naar zijn moeder terug en belooft niet meer weg te gaan, althans voorlopig niet.